# Kaschmir-Hanuman-Langur

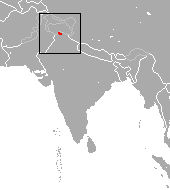
Verbreitungsgebiet des Kaschmir-Hanuman-Languren

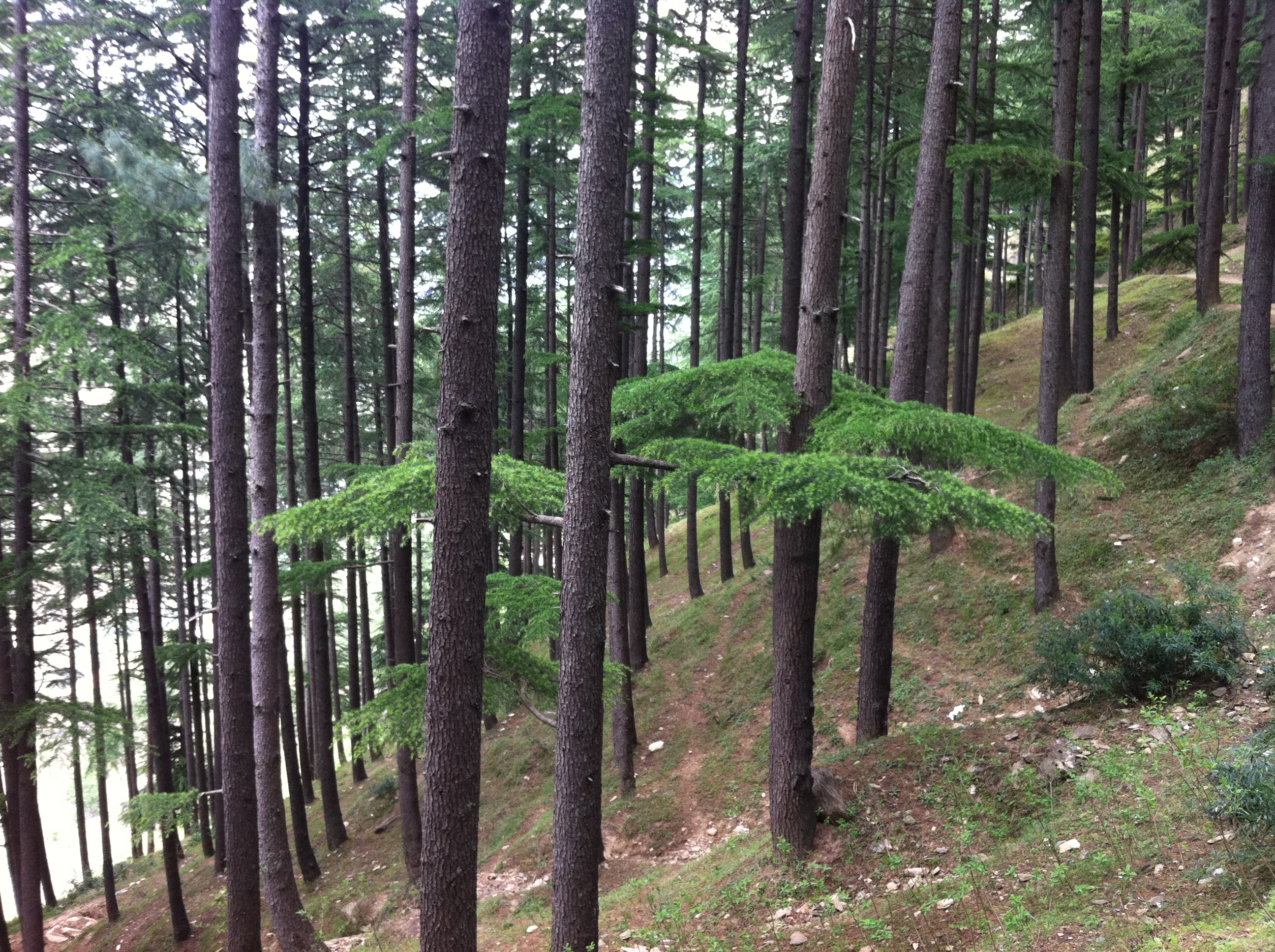
Ein Kiefernwald in der Nähe von Chamba, Lebensraum des Kaschmir-Hanuman-Languren

Der Kaschmir-Hanuman-Langur (Semnopithecus ajax), auch Kaschmir-Hulman genannt, ist eine Primatenart aus der Gruppe der Schlankaffen und ist eine der sechs Arten, in die die Untergattung Hanuman-Languren innerhalb der Gattung der Indischen Languren (Semnopithecus), in jüngeren Systematiken aufgeteilt wird.
Der Artzusatz im wissenschaftlichen Namen bezieht sich auf Ajax den Großen aus der griechischen Mythologie.

## Merkmale
Wie alle Hanuman-Languren sind sie schlanke, langschwänzige Tiere. Die Kopf-Rumpf-Länge ausgewachsener Tiere liegt zwischen 50 und 79 cm, der Schwanz ist zwischen 72 und 96 cm lang und männliche Affen können ein Gewicht von ca. 20 kg erreichen. Das zottige Fell ist vorwiegend gelblich-weiß, der Rücken, die Gliedmaßen und der Schwanz weisen einen Braunstich auf. Das Schwanzende ist weiß. Die Unterarme sind dunkler und Hände und Füße sind am dunkelsten. Das unbehaarte Gesicht ist dunkel und weist Überaugenwülste auf. Die Ohren sind schwarz.

## Lebensweise
Diese Primaten leben nur in einem kleinen Gebiet im nördlichen Indien. Das kleine Verbreitungsgebiet von weniger als 5000 km² umfasst den Distrikt Chamba im Norden des indischen Bundesstaates Himachal Pradesh und reicht möglicherweise bis ins Kishtwartal im angrenzenden Jammu und Kashmir. Ihr Lebensraum sind Kiefernwälder in Höhen von 2200 bis 4000 Metern. Über ihre Lebensweise ist wenig bekannt. Sie sind tagaktive Tiere, die vorwiegend auf Bäumen leben. Sie kommen jedoch wie alle Hanuman-Languren des Öfteren auf den Boden. Sie leben in Haremsgruppen, bei denen sich ein Männchen mit mehreren Weibchen zusammenschließt. Die Nahrung dieser Tiere besteht vorrangig aus Blättern, daneben nehmen sie auch Kiefernzapfen, Rinde und junge Zweige zu sich.

## Gefährdung
Kaschmir-Hanuman-Languren zählen zu den bedrohtesten Primaten. Die Hauptbedrohung stellt dabei die Zerstörung ihres Lebensraumes durch Waldrodungen dar. Ihr Verbreitungsgebiet ist stark verkleinert und zersplittert. Die Population wird auf etwa  250 ausgewachsene Tiere und eine Gesamtpopulation von 500 Exemplaren geschätzt, die IUCN listet diesen Primaten als „stark gefährdet“ (endangered).

## Belege
1. ↑  
Beolens, Watkins & Grayson: The Eponym Dictionary of Mammals. JHU Press, 2009, S. 5 (englisch, Ajax).
2. 1 2  
D. Zinner, G. H. Fickenscher & C. Roos: Family Cercopithecidae (Old World monkeys). Seite 734 in Russell A. Mittermeier, Anthony B. Rylands & Don E. Wilson: Handbook of the Mammals of the World: Primates: 3. ISBN 978-84-96553-89-7
3. ↑  Semnopithecus ajax in der Roten Liste gefährdeter Arten der IUCN. Abgerufen am 19. April 2009.